# Cuscús de Telefomin
El cuscús de Telefomin (Phalanger matanim) és una espècie de pòssum de Nova Guinea. Fou anomenat en referència al grup ètnic dels telefols, que coneixien l'animal molt abans que el descobrís científicament el zoòleg australià Tim Flannery. Viu a les rouredes al llarg del riu Nong, al centre de Papua Nova Guinea, a altituds d'entre 1.500 i 2.000 metres, en l'ecoregió de les selves montanes de la Serralada Central. La sequera i els incendis forestals del 1997 destruïren aquests boscos, cosa que probablement provocà l'extinció de l'espècie.